# Henryk Kuna

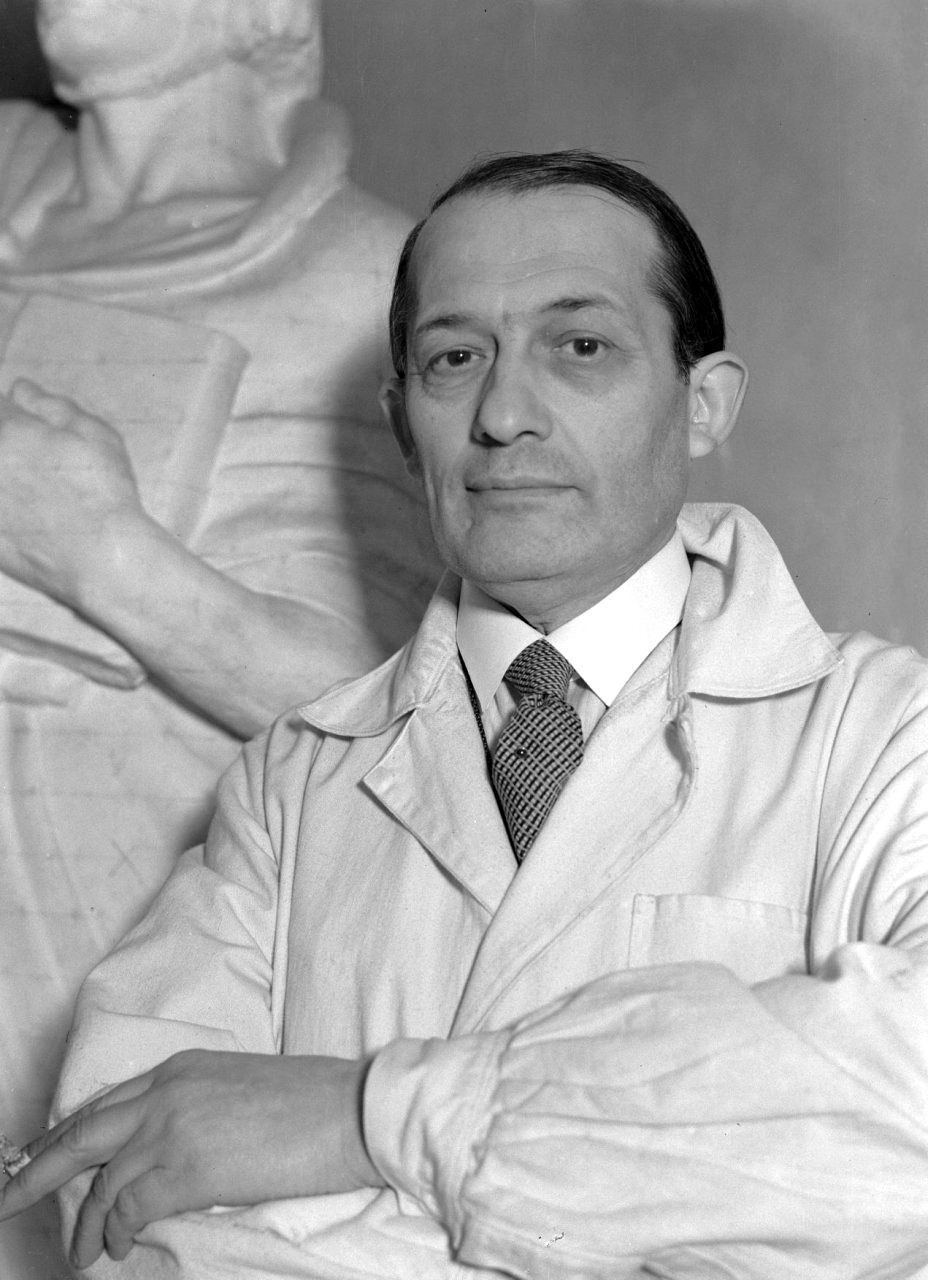
Henryk Kuna (1934)

Henryk Kuna (sinh khoảng năm 1885 - mất ngày 17 tháng 12 năm 1945) là một nhà điêu khắc người Ba Lan vào đầu thế kỷ 20.

## Cuộc đời
Henryk Kuna sinh ra trong một gia đình Do Thái ở Warsaw vào năm 1885 hoặc có thể sớm hơn (nhiều nguồn khác cho biết năm sinh của ông có thể là năm 1879). Ông học nghệ thuật tại Học viện Mỹ thuật ở Kraków. Tại đây, ông đã gặp và có tình bạn suốt đời với một số nghệ nhân. Sau này, nhiều người trong số họ theo trường phái nghệ thuật không chính thức của Kuna là Rytm (Rhythm) nhằm tập trung phát triển bản sắc dân tộc của Ba Lan, kết hợp giữa hiện đại với cổ điển.
Henryk Kuna là một nghệ nhân nổi tiếng lúc bấy giờ. Ông cùng các nghệ nhân Teodor Axentowicz, Julian Fałat và một số người khác được chọn đại diện cho Ba Lan tham dự Venice Biennale lần thứ 12 vào năm 1920. Danh tiếng của ông càng vang dội hơn với một triển lãm cá nhân được đón nhận nồng nhiệt ở London hai năm sau đó.
Năm 1945, Henryk Kuna mất tại Toruń ở miền bắc. Ông được an táng tại Nghĩa trang Powązki ở Warsaw.

## Tác phẩm
Henryk Kuna được chọn thực hiện dự án tạc tượng anh hùng dân tộc Ba Lan Adam Mickiewicz cho thành phố Vilnius vào đầu những năm 1930. Tác phẩm của ông gợi lên chủ đề lãng mạn trong các sáng tác của Mickiewicz, thể hiện trên những phù điêu quanh bức tượng. Khi Đức Quốc xã xâm lược Ba Lan vào năm 1939, phần lớn khu tượng đài này đã bị một quả bom phá hủy và nhiều bức phù điêu bị chuyển đến một nghĩa trang làm đá lát.
Tác phẩm nổi bật nhất của Henryk Kuna là tượng cô gái khỏa thân theo kích thước thật có tên Rytm (Nhịp điệu, 1925) tại quận Praga Południe của Warsaw. Một tượng nữ khác là Alina đứng giữa đài phun nước tại Công viên Stefan Żeromski ở quận Żoliborz.
Một số tác phẩm khác của ông là Jutrzenka (Rạng đông, 1919); Rozowy marmur (Cẩm thạch hồng, 1930) và Chân dung K.R Witkowski (1930).
Năm 1930, Henryk Kuna được trao tặng Thập tự Sĩ quan Huân chương Polonia Restituta. Năm 1935, ông được Viện Hàn lâm Văn học Ba Lan trao Vòng nguyệt quế vàng.

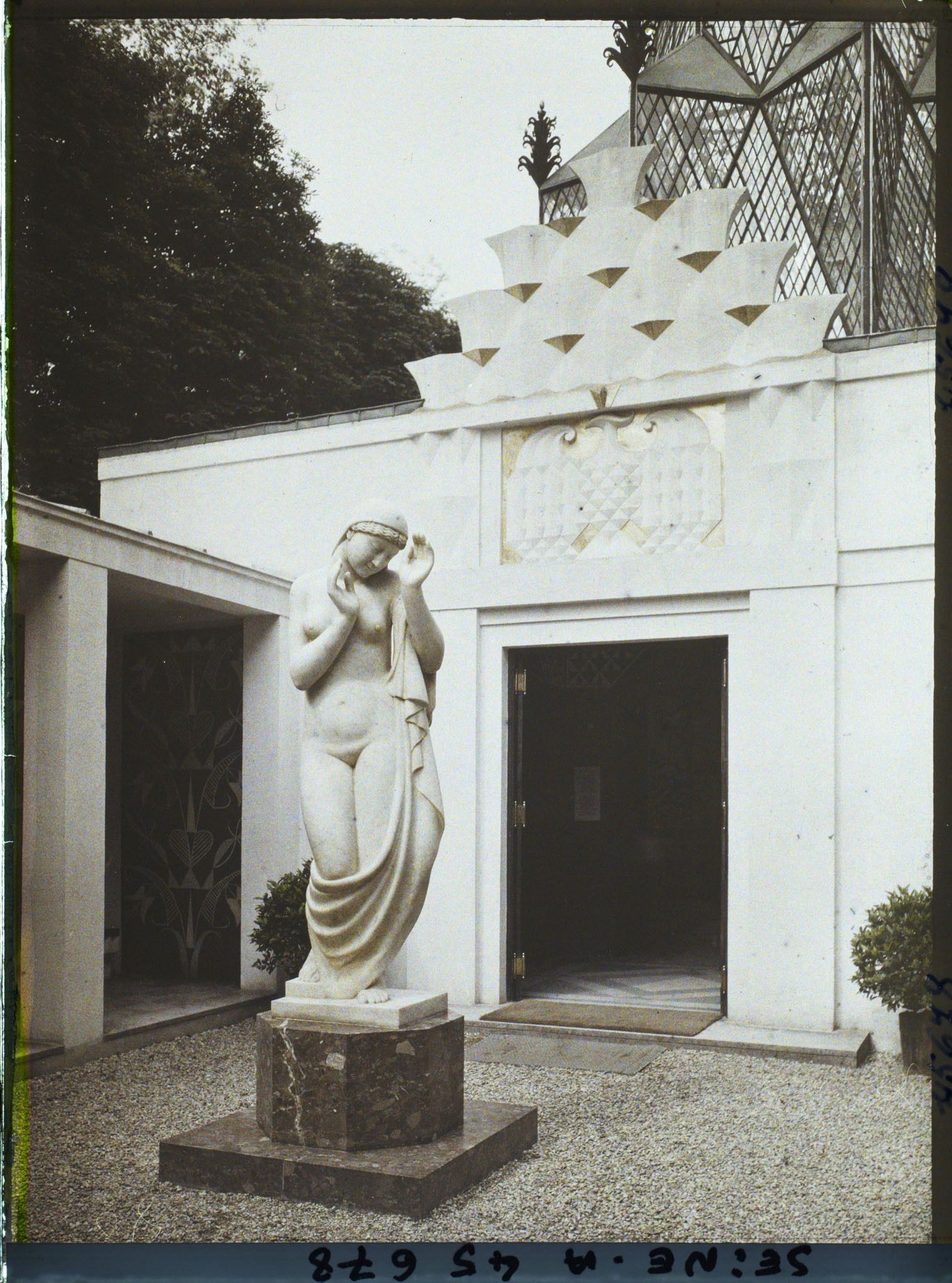
Rytm (Paris, 1925)
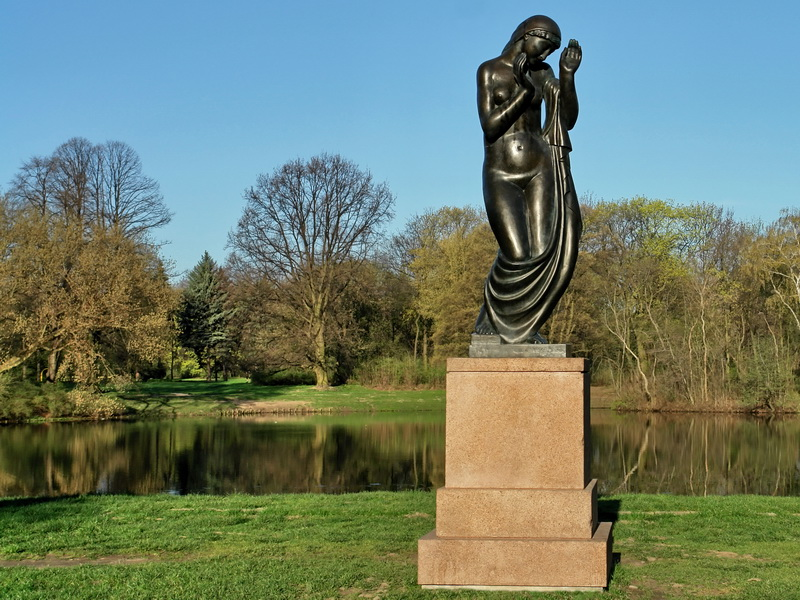
Rytm (Warsaw, 1925)
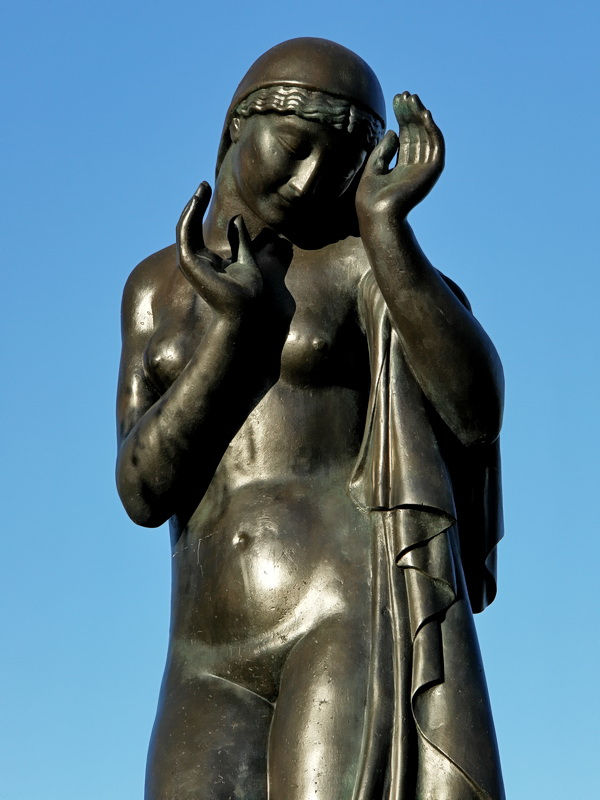
Rytm (chi tiết), Warsaw